# Bredvikssjön
Bredvikssjön är en sjö i Nordmalings kommun i Ångermanland och ingår i Lögdeälven-Husåns kustområde. Sjön har en area på 0,152 kvadratkilometer och ligger 4 meter över havet.

## Delavrinningsområde
Bredvikssjön ingår i det delavrinningsområde (704541-168092) som SMHI kallar för Utloppet av Bredvikssjön. Medelhöjden är 9 meter över havet och ytan är 1,43 kvadratkilometer. Det finns ett avrinningsområde uppströms, och räknas det in blir den ackumulerade arean 2,53 kvadratkilometer. Avrinningsområdets utflöde mynnar i havet. Avrinningsområdet består mestadels av skog (77 procent). Avrinningsområdet har 0,15 kvadratkilometer vattenytor vilket ger det en sjöprocent på 10,8 procent.